# 阿夫里耶 (旺代省)
阿夫里耶（法語：Avrillé，法語發音：[avʁije] ⓘ；普瓦图方言：Avrllàe）是法国卢瓦尔河地区大区旺代省的一个市镇，属于莱萨布勒多洛讷区。

## 地理
阿夫里耶（46°28'12"N, 1°29'38"W）面积25.03 平方千米，位于法国卢瓦尔河地区大区旺代省，该省份为法国西部沿海省份，北起大西洋卢瓦尔省和曼恩-卢瓦尔省，西临大西洋，南至滨海夏朗德省，东部及东南部与德塞夫勒省接壤。
与阿夫里耶接壤的市镇（或旧市镇、城区）包括：勒贝尔纳、滨海隆日维尔、普瓦鲁、圣阿沃古尔德朗德、圣伊莱尔拉福雷。
阿夫里耶的时区为UTC+01:00、UTC+02:00（夏令时）。

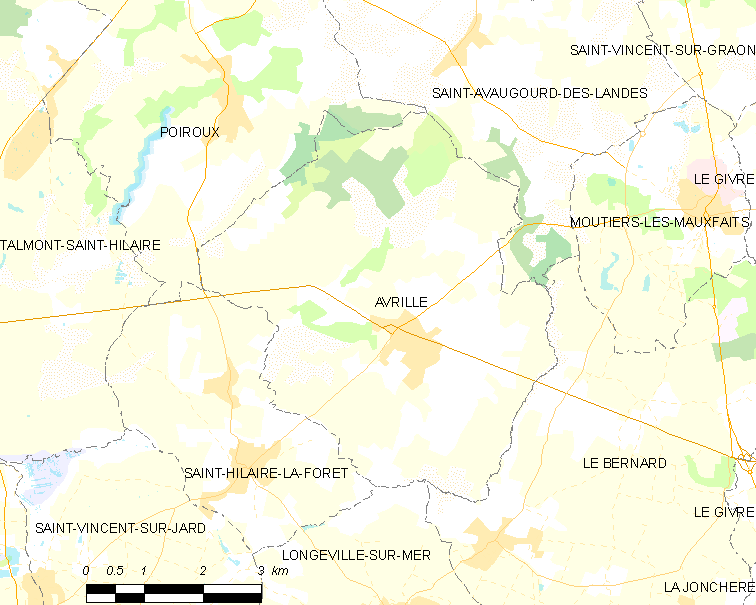
阿夫里耶的OSM定位图

## 行政
阿夫里耶的邮政编码为85440，INSEE市镇编码为85010。

## 政治
阿夫里耶所属的省级选区为塔尔蒙-圣伊莱尔县。

## 人口

1962-2008年间阿夫里耶人口变化图示

阿夫里耶于2022年1月1日时的人口数量为1408人。